# Лесин, Владимир Алексеевич
Владимир Алексеевич Лесин (17 [30] июня 1904, Коломна, Московская губерния — 12 ноября 1965, Москва) — советский футболист, защитник.

## Игровая карьера
Начал заниматься футболом в команде Коломенского паровозостроительного завода. В конце 1920-х учился в ГЦОЛИФК и играл за команду этого вуза, одновременно играл за КОР на чемпионате Москвы. С 1926 по 1928 служил в Белорусском военном округе, играя за команды Смоленска, Брянска, Гомеля. В 1928, будучи игроком команды Гомеля, в составе сборной БССР принял участие во Всесоюзной Спартакиаде, причём в матче со сборной УССР в 1/4 финала был удалён, в итоге занял с командой 4-е место в общем зачёте (и 3-е среди советских команд в зачёт первенства СССР среди городов). С 1929 по 1930 работал на заводе в Воскресенске. С 1930 по 1936 в составе ЦДКА, с которым выиграл осенний чемпионат Москвы 1935, был капитаном команды. В феврале 1932 года принял участие в первом на территории СССР международном матче по хоккею с шайбой, между ЦДКА и немецкой рабочей команды «Фихте» (3:0), в состав хозяев вошли игроки футбольной команды ЦДКА, зимой практикующиеся в русском хоккее (Владимир Лесин, Евгений Бокуняев, Александр Дёмин, Владимир Лаш, Леонид Шаров, Владимир Венёвцев). В весеннем сезоне 1936 в составе ЦДКА принял участие в первом клубном чемпионате страны (2 матча) и первом кубке страны (1 матч). В осеннем сезоне того же года перешёл в ногинское «Красное знамя», после чего завершил игроцкую карьеру.

## После игровой карьеры
С 1937 по начало 1950-х работал сотрудником ЦДКА, во время Великой Отечественной войны занимался поиском спортсменов высокого уровня на мобилизационных пунктах, в частности нашёл Анатолия Тарасова. 1950-е годы — сотрудник профсоюзных организаций. В 1959—1965 — администратор в хоккейном клубе ЦСКА.

## Достижения
Сборная БССР
- Первенство СССР по футболу среди среди сборных команд городов (1): 1928[2]

ЦДКА
- Чемпионат Москвы (1): 1935 (осень)[4]